# Club Universidad Nacional 2023-2024
Questa voce raccoglie le informazioni riguardanti il Club Universidad Nacional nelle competizioni ufficiali della stagione 2023-2024.

## Maglie e sponsor
Il fornitore tecnico per la stagione 2023-2024 è stato Nike, mentre il main sponsor è stato Mifel.
| 1ª divisa | 2ª divisa |

## Rosa
Aggiornata all'11 marzo 2024.
| N. |                      | Ruolo | Calciatore                |
| -- | -------------------- | ----- | ------------------------- |
| 1  | Messico (bandiera)   | P     | Julio González            |
| 2  | Messico (bandiera)   | D     | Pablo Bennevendo          |
| 3  | Messico (bandiera)   | C     | José Galindo              |
| 4  | Argentina (bandiera) | D     | Lisandro Magallán         |
| 5  | Messico (bandiera)   | C     | Jesús Molina              |
| 6  | Brasile (bandiera)   | D     | Nathan Silva              |
| 7  | Messico (bandiera)   | D     | Rodrigo López             |
| 8  | Uruguay (bandiera)   | A     | Christian Tabó            |
| 9  | Messico (bandiera)   | C     | Guillermo Martínez        |
| 10 | Argentina (bandiera) | A     | Eduardo Salvio            |
| 11 | Messico (bandiera)   | C     | Carlos Gutiérrez          |
| 12 | Messico (bandiera)   | C     | César Huerta              |
| 13 | Messico (bandiera)   | D     | Pablo Monroy              |
| 15 | Messico (bandiera)   | C     | Ulises Rivas              |
| 16 | Messico (bandiera)   | D     | Adrián Aldrete (capitano) |
| 18 | Colombia (bandiera)  | C     | José Caicedo              |
| 19 | Messico (bandiera)   | A     | Alí Ávila                 |

| N.  |                      | Ruolo | Calciatore         |
| --- | -------------------- | ----- | ------------------ |
| 20  | Messico (bandiera)   | C     | Santiago Trigos    |
| 22  | Uruguay (bandiera)   | D     | Robert Ergas       |
| 27  | Perù (bandiera)      | C     | Piero Quispe       |
| 29  | Messico (bandiera)   | D     | Rogelio Funes Mori |
| 32  | Argentina (bandiera) | A     | Leonardo Suárez    |
| 33  | Messico (bandiera)   | P     | Gil Alcalá         |
| 189 | Messico (bandiera)   | D     | Jesús Rivas        |
| 196 | Messico (bandiera)   | D     | Mateo Casares      |
| 245 | Messico (bandiera)   | D     | Santiago López     |
| 210 | Messico (bandiera)   | A     | Emmanuel Montejano |
| 9   | Argentina (bandiera) | A     | Juan Dinenno       |
| 14  | Uruguay (bandiera)   | P     | Sebastián Sosa     |
| 17  | Messico (bandiera)   | A     | Jorge Ruvalcaba    |
| 19  | Uruguay (bandiera)   | A     | Gabriel Fernández  |
| 21  | Argentina (bandiera) | A     | Gustavo Del Prete  |
| 25  | Messico (bandiera)   | D     | Arturo Ortíz       |

## Calciomercato
Dati aggiornati al 3 febbraio 2024.

### Sessione estiva
| Acquisti         | Acquisti          | Acquisti         | Acquisti                    |
| R.               | Nome              | da               | Modalità                    |
| ---------------- | ----------------- | ---------------- | --------------------------- |
| D                | Nathan            | Atlético Mineiro | definitivo (3,65 milioni €) |
| A                | Gabriel Fernández | Celta Vigo       | definitivo (3,20 milioni €) |
| D                | Lisandro Magallán | Elche            | definitivo (200 mila €)     |
| P                | Gil Alcalá        | Querétaro        | ?                           |
| C                | Rodrigo López     | Querétaro        | ?                           |
| A                | Christian Tabó    | Cruz Azul        | prestito                    |
| A                | Santiago Rey      | Real Santander   | ?                           |
| D                | Robert Ergas      | svincolato       | definitivo                  |
| Altre operazioni |                   |                  |                             |
| R.               | Nome              | da               | Modalità                    |
| A                | Néider Ospina     | Llaneros         | ?                           |
| C                | Favio Álvarez     | Talleres (C)     | fine prestito               |

| Cessioni         | Cessioni         | Cessioni             | Cessioni              |
| R.               | Nome             | a                    | Modalità              |
| ---------------- | ---------------- | -------------------- | --------------------- |
| D                | Jonathan Sánchez | Atlante              | definitiva (gratuita) |
| P                | Sebastián Sosa   | Atlético Morelia     | definitiva (gratuita) |
| A                | Brian Figueroa   | Mineros de Zacatecas | definitiva (gratuita) |
| C                | Marco García     | Querétaro            | definitiva (gratuita) |
| A                | Alek Álvarez     | Necaxa               | definitiva            |
| C                | Édgar Alaffita   | Atlético La Paz      | definitiva            |
| C                | Higor Meritão    | Goiás                | prestito              |
| D                | Nicolás Freire   | Olympiacos           | prestito              |
| A                | Jorge Ruvalcaba  | Standard Liegi       | prestito              |
| A                | Diogo            | Plaza Colonia        | fine prestito         |
| Altre operazioni |                  |                      |                       |
| R.               | Nome             | a                    | Modalità              |
| A                | Néider Ospina    | Deportivo Cali       | prestito              |
| C                | Favio Álvarez    | Colón (SF)           | prestito              |

### Sessione invernale
| Acquisti         | Acquisti           | Acquisti      | Acquisti                    |
| R.               | Nome               | da            | Modalità                    |
| ---------------- | ------------------ | ------------- | --------------------------- |
| A                | Leonardo Suárez    | América       | definitivo (4,6 milioni €)  |
| C                | Piero Quispe       | Universitario | definitivo (1,98 milioni €) |
| A                | Rogelio Funes Mori |               | definitivo (gratuito)       |
| A                | Guillermo Martínez | Puebla        | definitivo (?)              |
| A                | Alí Ávila          | Monterrey B   | prestito                    |
| D                | Nicolás Freire     | Olympiacos    | interruzione prestito       |
| Altre operazioni |                    |               |                             |
| R.               | Nome               | da            | Modalità                    |
| C                | Higor Meritão      | Goiás         | fine prestito               |
| C                | Favio Álvarez      | Colón (SF)    | fine prestito               |

| Cessioni         | Cessioni          | Cessioni    | Cessioni                   |
| R.               | Nome              | a           | Modalità                   |
| ---------------- | ----------------- | ----------- | -------------------------- |
| A                | Gabriel Fernández | Cruz Azul   | definitiva (8,9 milioni €) |
| A                | Juan Dinenno      | Cruzeiro    | definitiva (1 milione €)   |
| D                | Arturo Ortiz      | Juárez      | definitiva (?)             |
| C                | Nicolás Freire    | Inter Miami | prestito                   |
| A                | Gustavo Del Prete | Mazatlán    | prestito                   |
| Altre operazioni |                   |             |                            |
| R.               | Nome              | a           | Modalità                   |
| C                | Favio Álvarez     |             | definitiva (svincolato)    |
| C                | Higor Meritão     | Criciúma    | prestito                   |

## Risultati

### Liga MX -Apertura 2023

#### Fase regolare
| Arbitro: | Quintero |

|                                |           |                                         |
| Madrigal 45+4’ C. González 47’ | Marcatori | 24’ Rivas 69’ (rig.) Dinenno 88’ Salvio |

| Città del Messico 9 luglio 2023, ore 12:00 UTC-6 2ª giornata | Pumas UNAM | 0 – 0 referto | Mazatlán | Stadio Olimpico Universitario (20 844 spett.)\| Arbitro: \| Macías \| |
| Arbitro:                                                     | Macías     |               |          |                                                                       |

| Arbitro: | Mejía |

|                         |           |               |
| Nathan Silva 45’ (aut.) | Marcatori | 21’ Del Prete |

| Arbitro: | Santander |

|            |           |               |
| Huerta 24’ | Marcatori | 15’ Domínguez |

| Arbitro: | López |

|                                                   |           |            |
| Ormeño 11’ Campillo 32’ Manriquez 37’ Hurtado 80’ | Marcatori | 56’ Huerta |

| Arbitro: | Hernández |

|                                  |           |               |
| Fernández 50’ Dinenno 84’ (rig.) | Marcatori | 90+3’ Herrera |

| Arbitro: | Guerrero |

|                             |           |               |
| Brunetta 13’ Preciado 45+3’ | Marcatori | 35’ Fernández |

| Arbitro: | Ramos |

|                                        |           |                           |
| Dinenno 69’ Huerta 86’ Fernández 90+3’ | Marcatori | 37’ Domínguez 81’ Vitinho |

| Arbitro: | Pacheco |

|  |           |                      |
|  | Marcatori | 8’ Huerta 67’ Huerta |

| Arbitro: | Cáceres |

|                  |           |  |
| J. Rodríguez 76’ | Marcatori |  |

| Arbitro: | Santander |

|                                                                    |           |  |
| Gularte 25’ (aut.) Dinenno 42’ (rig.) Nathan Silva 50’ Dinenno 68’ | Marcatori |  |

| Arbitro: | Ramos |

|                 |           |                                                  |
| Sepúlveda 45+2’ | Marcatori | 30’ Huerta 60’ Huerta 72’ Rivas 80’ Nathan Silva |

| Arbitro: | López |

|  |           |                   |
|  | Marcatori | 90+3’ A. González |

| Arbitro: | Quirarte |

|             |           |  |
| Samudio 74’ | Marcatori |  |

| Arbitro: | Escobedo |

|           |           |               |
| Rodríguez | Marcatori | 44’ Fernández |

| Arbitro: | Guerrero |

|                                             |           |  |
| Dinenno 24’ (rig.) Huerta 55’ Del Prete 87’ | Marcatori |  |

| Arbitro: | Mejía |

|               |           |  |
| Fernández 10’ | Marcatori |  |

Classificandosi al 4º posto nella classifica, i Pumas si sono qualificati ai playoff del Torneo Apertura accedendo direttamente ai quarti di finale.

#### Playoffs

##### Quarti di finale
| Arbitro: | Hernández |

|             |           |  |
| Beltrán 42’ | Marcatori |  |

| Arbitro: | Ramos |

|                                             |           |  |
| Briseño 12’ (aut.) Huerta 18’ Fernández 63’ | Marcatori |  |

Con il risultato totale aggregato di 3-1, i Pumas si sono qualificati alle semifinali dei playoffs del Torneo Apertura.

##### Semifinale
| Arbitro: | Ortiz |

|  |           |            |
|  | Marcatori | 73’ Angulo |

| Arbitro: | Guerrero |

|           |           |               |
| Vigón 24’ | Marcatori | 16’ Fernández |

Con il risultato aggregato di 1-2 in proprio sfavore, i Pumas sono stati eliminati dai playoffs del Torneo Apertura.

### Liga MX -Clausura 2024

#### Fase regolare
| Arbitro: | Terrazas |

|            |           |  |
| Salvio 69’ | Marcatori |  |

| Arbitro: | López |

|                                             |           |              |
| Bonatini 9’ Salles-Lamonge 64’ Galdames 83’ | Marcatori | 71’ U. Rivas |

| Arbitro: | Quintero |

|                                    |           |  |
| U. Rivas 15’ Salvio 18’ Salvio 74’ | Marcatori |  |

| Arbitro: | Ramos |

|                           |           |                         |
| U. Rivas 42’ Magallán 52’ | Marcatori | 49’ Méndez 54’ Paradela |

| Arbitro: | Hernández |

|                              |           |                           |
| Ibáñez 44’ Ibáñez 50’ (rig.) | Marcatori | 73’ Martínez 76’ Martínez |

| Arbitro: | Pacheco |

|                                    |           |  |
| Ávila 77’ Ávila 84’ Martínez 90+2’ | Marcatori |  |

| Guadalajara 14 febbraio 2024, ore 21:00 UTC-6 9ª giornata | Atlas | 0 – 0 referto | Pumas UNAM | Stadio Jalisco (16 344 spett.)\| Arbitro: \| López \| |
| Arbitro:                                                  | López |               |            |                                                       |

| Arbitro: | López |

|                                     |           |  |
| Martínez 24’ Caicedo 45’ Suárez 66’ | Marcatori |  |

| Arbitro: | Macías |

|                               |           |            |
| Cowell 53’ Briseño 68’ Guzmán | Marcatori | 74’ Salvio |

| Arbitro: | Cáceres |

|                                     |           |  |
| Vázquez 52’ Canales 82’ Arteaga 89’ | Marcatori |  |

| Arbitro: | Ortiz |

|                                    |           |                                                       |
| López 4’ Martínez 14’ Martínez 48’ | Marcatori | 27’ (rig.) Rivera 52’ (rig.) Rivera 75’ (rig.) Rivera |

| Arbitro: | Ramos |

|                                               |           |  |
| Vega 14’ Tiago Volpi 36’ (rig.) Domínguez 77’ | Marcatori |  |

| Città del Messico 30 marzo 2024, ore 21:00 UTC-6 13ª giornata | Pumas UNAM | 0 – 0 referto | Cruz Azul | Stadio Olimpico Universitario (41 121 spett.)\| Arbitro: \| Hernández \| |
| Arbitro:                                                      | Hernández  |               |           |                                                                          |

| Arbitro: | Cáceres |

|                   |           |                                        |
| Madueña 2’ (aut.) | Marcatori | 68’ Funes Mori 88’ Huerta 90+3’ Suárez |

| Arbitro: | Quintero |

|            |           |  |
| Quispe 68’ | Marcatori |  |

| Arbitro: | Guerrero |

|                      |           |            |
| Rivas 39’ Suárez 60’ | Marcatori | 20’ Martín |

| Arbitro: | López |

|              |           |            |
| Sandoval 46’ | Marcatori | 67’ Salvio |

Classificandosi all'8º posto in classifica, l'UNAM si è qualificato per la Liguilla di spareggio per accedere ai playoff.

#### Liguilladi spareggioplayoff
| Arbitro: | Escobedo |

|                                   |                      |                                        |
| Rondón Hernández Bautista Idrissi | Tiri di rigore 3 – 5 | Martínez Aldrete Huerta U. Rivas Ergas |

Permanendo il risultato di parità (0-0) dopo i tempi supplementari, sono stati necessari i calci di rigore dai quali è uscito vincitore il Club Universitario, che in tal modo ha battuto il Pachuca e si è qualificato ai playoff del Clausura 2024 come testa di serie n. 7.

#### Playoff

##### Quarti di finale
| Arbitro: | Santander |

|  |           |                          |
|  | Marcatori | 27’ Rivero 57’ Faravelli |

| Arbitro: | Quintero |

|                               |           |                         |
| Gutiérrez 76’ Faravelli 90+1’ | Marcatori | 51’ Martínez 85’ Huerta |

Con il risultato aggregato di 4-2 a favore del Cruz Azul, l'UNAM è stato eliminato ai quarti di finale del Torneo Clausura.

### Leagues Cup

#### Fase a gironi (gruppoEast 2)
| Arbitro: | Herrera |

|                                     |                      |                                   |
| Duke 23’ Choinière 43’              | Marcatori            | 88’ Fernández 90+1’ Montejano     |
| Camacho Choinière Corbo Lappalainen | Tiri di rigore 4 – 2 | Alcalá Fernández Huerta Ruvalcaba |

| Arbitro: | Nation |

|                                      |           |  |
| Huerta 6’ Nathan Silva 42’ Fernández | Marcatori |  |

Classificandosi al 1º posto nel girone East 2, l'UNAM si è qualificato alla fase finale di Leagues Cup.

#### Fase finale

##### Sedicesimi di finale
| Arbitro: | Gonzalez Jr. |

|  |           |               |
|  | Marcatori | 74’ Sepúlveda |

Con la sconfitta per 0-1 subita dal Queretaro, l'UNAM è stato eliminato ai sedicesimi di finale della Leagues Cup.

## Statistiche

### Statistiche di squadra
| Competizione | Punti | In casa | In casa | In casa | In casa | In casa | In casa | In trasferta | In trasferta | In trasferta | In trasferta | In trasferta | In trasferta | Totale | Totale | Totale | Totale | Totale | Totale | DR  |
| Competizione | Punti | G       | V       | N       | P       | Gf      | Gs      | G            | V            | N            | P            | Gf           | Gs           | G      | V      | N      | P      | Gf     | Gs     | DR  |
| ------------ | ----- | ------- | ------- | ------- | ------- | ------- | ------- | ------------ | ------------ | ------------ | ------------ | ------------ | ------------ | ------ | ------ | ------ | ------ | ------ | ------ | --- |
| Apertura     | 22    | 10      | 6       | 2       | 2       | 17      | 6       | 11           | 3            | 3            | 5            | 14           | 15           | 21     | 9      | 5      | 7      | 31     | 21     | +10 |
| Clausura     | 27    | 10      | 7       | 3       | 0       | 17      | 8       | 10           | 1            | 5            | 4            | 11           | 17           | 20     | 7      | 10     | 5      | 29     | 26     | +3  |
| Leagues Cup  | 4     | 2       | 1       | 0       | 1       | 3       | 1       | 1            | 0            | 1            | 0            | 2            | 2            | 3      | 1      | 1      | 1      | 5      | 3      | +2  |
| Totale       | -     | 22      | 14      | 5       | 3       | 37      | 15      | 22           | 4            | 9            | 9            | 27           | 34           | 44     | 17     | 14     | 13     | 65     | 50     | +15 |

### Andamento in campionato

#### Liga MX - Apertura
| Giornata  | 1 | 2 | 3 | 4 | 5  | 6 | 7  | 8 | 9 | 10 | 11 | 12 | 13 | 14 | 15 | 16 | 17 |
| --------- | - | - | - | - | -- | - | -- | - | - | -- | -- | -- | -- | -- | -- | -- | -- |
| Luogo     | T | C | T | C | T  | C | T  | C | T | T  | C  | T  | C  | T  | T  | C  | T  |
| Risultato | V | N | N | N | P  | V | P  | V | V | P  | V  | V  | P  | P  | N  | V  | V  |
| Posizione | 3 | 3 | 5 | 1 | 10 | 9 | 10 | 9 | 7 | 7  | 4  | 3  | 5  | 6  | 6  | 5  | 4  |

Legenda:

Luogo: C = Casa; T = Trasferta. Risultato: R = Rinviata; V = Vittoria; N = Pareggio; P = Sconfitta.

#### Liga MX - Clausura
| Giornata  | 1 | 2 | 3 | 4 | 5 | 6 | 7 | 8 | 9 | 10 | 11 | 12 | 13 | 14 | 15 | 16 | 17 |
| --------- | - | - | - | - | - | - | - | - | - | -- | -- | -- | -- | -- | -- | -- | -- |
| Luogo     | C | T | C | C | T | C | C | T | T | T  | C  | T  | C  | T  | C  | C  | T  |
| Risultato | V | P | V | N | N | V | V | P | N | P  | N  | P  | N  | V  | V  | V  | N  |
| Posizione | 7 | 8 | 5 | 5 | 9 | 6 | 2 | 6 | 7 | 7  | 8  | 11 | 11 | 10 | 9  | 9  | 8  |

Legenda:

Luogo: C = Casa; T = Trasferta. Risultato: R = Rinviata; V = Vittoria; N = Pareggio; P = Sconfitta.

### Statistiche individuali
| Giocatore     | Liga MX  | Liga MX | Liga MX     | Liga MX    | Leagues Cup | Leagues Cup | Leagues Cup | Leagues Cup | Totale   | Totale | Totale      | Totale     |
| Giocatore     | Presenze | Reti    | Ammonizioni | Espulsioni | Presenze    | Reti        | Ammonizioni | Espulsioni  | Presenze | Reti   | Ammonizioni | Espulsioni |
| ------------- | -------- | ------- | ----------- | ---------- | ----------- | ----------- | ----------- | ----------- | -------- | ------ | ----------- | ---------- |
| G. Alcalá     | 0        | 0       | 0           | 0          | 3           | -3          | 0           | 0           | 3        | -3     | 0           | 0          |
| A. Aldrete    | 35       | 0       | 5           | 0          | 3           | 0           | 1           | 0           | 38       | 0      | 6           | 0          |
| A. Ávila      | 6        | 2       | 0           | 0          | 0           | 0           | 0           | 0           | 6        | 2      | 0           | 0          |
| P. Bennevendo | 28       | 0       | 3           | 0          | 3           | 0           | 0           | 0           | 31       | 0      | 3           | 0          |
| J. Caicedo    | 26       | 1       | 6           | 0          | 3           | 0           | 1           | 0           | 29       | 1      | 7           | 0          |
| M. Casares    | 2        | 0       | 1           | 0          | 0           | 0           | 0           | 0           | 2        | 0      | 1           | 0          |
| R. Ergas      | 33       | 0       | 4           | 0          | 2           | 0           | 0           | 0           | 35       | 0      | 4           | 0          |
| R. Funes Mori | 12       | 1       | 2           | 0          | 0           | 0           | 0           | 0           | 12       | 1      | 2           | 0          |
| J. Galindo    | 7        | 0       | 0           | 0          | 0           | 0           | 0           | 0           | 7        | 0      | 0           | 0          |
| J. González   | 41       | -47     | 5           | 0          | 0           | 0           | 0           | 0           | 41       | -47    | 5           | 0          |
| C. Gutiérrez  | 18       | 0       | 1           | 0          | 2           | 0           | 0           | 0           | 20       | 0      | 1           | 0          |
| M. Hernández  | 1        | 0       | 0           | 0          | 0           | 0           | 0           | 0           | 1        | 0      | 0           | 0          |
| C. Huerta     | 37       | 11      | 10          | 1          | 3           | 1           | 2           | 0           | 40       | 12     | 12          | 1          |
| R. López      | 25       | 1       | 7           | 0          | 0           | 0           | 0           | 0           | 25       | 1      | 7           | 0          |
| S. López      | 2        | 0       | 0           | 0          | 0           | 0           | 0           | 0           | 2        | 0      | 0           | 0          |
| L. Magallán   | 36       | 1       | 10          | 1          | 3           | 0           | 0           | 0           | 39       | 1      | 10          | 1          |
| G. Martínez   | 20       | 7       | 5           | 0          | 0           | 0           | 0           | 0           | 20       | 7      | 5           | 0          |
| J. Molina     | 13       | 0       | 1           | 0          | 1           | 0           | 0           | 0           | 14       | 0      | 1           | 0          |
| P. Monroy     | 26       | 0       | 8           | 0          | 0           | 0           | 0           | 0           | 26       | 0      | 8           | 0          |
| E. Montejano  | 2        | 0       | 0           | 0          | 1           | 1           | 0           | 0           | 3        | 1      | 0           | 0          |
| Nathan Silva  | 37       | 2       | 13          | 3          | 3           | 1           | 0           | 0           | 40       | 3      | 13          | 3          |
| P. Quispe     | 17       | 1       | 1           | 0          | 0           | 0           | 0           | 0           | 17       | 1      | 1           | 0          |
| J. Rivas      | 21       | 0       | 2           | 0          | 0           | 0           | 0           | 0           | 21       | 0      | 2           | 0          |
| U. Rivas      | 37       | 6       | 5           | 0          | 3           | 0           | 0           | 0           | 40       | 6      | 5           | 0          |
| E. Salvio     | 40       | 6       | 8           | 0          | 3           | 0           | 0           | 0           | 43       | 6      | 8           | 0          |
| L. Suárez     | 15       | 3       | 2           | 0          | 0           | 0           | 0           | 0           | 15       | 3      | 2           | 0          |
| C. Tabó       | 14       | 0       | 3           | 0          | 0           | 0           | 0           | 0           | 14       | 0      | 3           | 0          |
| S. Trigos     | 23       | 0       | 3           | 1          | 0           | 0           | 0           | 0           | 23       | 0      | 3           | 1          |
| G. Del Prete  | 19       | 2       | 3           | 0          | 3           | 0           | 0           | 0           | 22       | 2      | 3           | 0          |
| J. Dinenno    | 20       | 6       | 2           | 0          | 3           | 0           | 0           | 0           | 23       | 6      | 2           | 0          |
| G. Fernández  | 20       | 4       | 1           | 0          | 3           | 2           | 0           | 0           | 23       | 6      | 1           | 0          |
| A. Ortiz      | 9        | 0       | 3           | 0          | 2           | 0           | 0           | 0           | 11       | 0      | 3           | 0          |
| J. Ruvalcaba  | 3        | 0       | 0           | 0          | 2           | 0           | 1           | 0           | 5        | 0      | 1           | 0          |